# Eerste klasse 1960-1961 (basketbal dames België)
Het seizoen 1960-61 was de 12e editie van de Belgische vrouwenbasketbalcompetitie. De ereklasse telde 12 ploegen die over 22 speeldagen streden voor de landstitel. Standard  veroverde haar eerste landstitel.

## Eindstanden
- Ereafdeling

|  |    |                  | P  | W  | V  | D | Ptn |
|  | -- | ---------------- | -- | -- | -- | - | --- |
|  | 1  | Standard         | 22 | 19 | 2  | 1 | 39  |
|  | 2  | Antwerpse BBC    | 22 | 16 | 6  | 0 | 32  |
|  | 3  | Etoile Gent      | 22 | 14 | 8  | 0 | 28  |
|  | 4  | Asenob           | 22 | 13 | 8  | 1 | 27  |
|  | 5  | Amicale Gent     | 22 | 13 | 8  | 1 | 27  |
|  | 6  | Olympic Fémina   | 22 | 11 | 10 | 1 | 23  |
|  | 7  | Vorst BB         | 22 | 11 | 11 | 0 | 22  |
|  | 8  | US Anderlecht    | 22 | 9  | 12 | 1 | 19  |
|  | 9  | Point-de-Loup    | 22 | 8  | 13 | 1 | 17  |
|  | 10 | CS Logis         | 22 | 7  | 13 | 2 | 16  |
|  | 11 | Atalante Brussel | 22 | 4  | 16 | 2 | 10  |
|  | 12 | BC Brussel       | 22 | 2  | 20 | 0 | 4   |

1935–36 ·
1936–37 ·
1937–38 ·
1938–39 ·
1939–40 ·
1940–41 ·
1941–42 ·
1942–43 ·
1943–44 ·
1944–45 ·
1945–46 ·
1946–47 ·
1947–48 ·
1948–49 ·
1949–50 ·
1950–51 ·
1951–52 ·
1952–53 ·
1953–54 ·
1954–55 ·
1955–56 ·
1956–57 ·
1957–58 ·
1958–59 ·
1959–60 ·
1960–61 ·
1961–62 ·
1962–63 ·
1963–64 ·
1964–65 ·
1965–66 ·
1966–67 ·
1967–68 ·
1968–69 ·
1969–60 ·
1970–71 ·
1971–72 ·
1972–73 ·
1973–74 ·
1974–75 ·
1975–76 ·
1976–77 ·
1977–78 ·
1978–79 ·
1979–80 ·
1980–81 ·
1981–82 ·
1982–83 ·
1983–84 ·
1984–85 ·
1985–86 ·
1986–87 ·
1987–88 ·
1988–89 ·
1989–90 ·
1990–91 ·
1991–92 ·
1992–93 ·
1993–94 ·
1994–95 ·
1995–96 ·
1996–97 ·
1997–98 ·
1998–99 ·
1999–00 ·
2000–01 ·
2001–02 ·
2002–03 ·
2003–04 ·
2004–05 ·
2005–06 ·
2006–07 ·
2007–08 ·
2008–09 ·
2009–10 ·
2010–11 ·
2011–12 ·
2012–13 ·
2013–14 ·
2014–15 ·
2015–16 ·
2016–17 ·
2017–18 ·
2018–19 ·
2019–20 · 2020–21 · 2021–22 · 2022–23 · 2023–24 · 2024–25